# Damon Sansum
Damon Sansum (Paderborn, RFA, 18 de febrero de 1987) es un deportista británico que compite en taekwondo. Ganó dos medallas en el Campeonato Mundial de Taekwondo, plata en 2015 y bronce en 2017, y una medalla de plata en el Campeonato Europeo de Taekwondo de 2014.

## Palmarés internacional
| Campeonato Mundial | Campeonato Mundial   | Campeonato Mundial | Campeonato Mundial |
| Año                | Lugar                | Medalla            | Categoría          |
| ------------------ | -------------------- | ------------------ | ------------------ |
| 2015               | Cheliábinsk (Rusia)  | Medalla de plata   | –80 kg             |
| 2017               | Muju (Corea del Sur) | Medalla de bronce  | –80 kg             |
| Campeonato Europeo |                      |                    |                    |
| Año                | Lugar                | Medalla            | Categoría          |
| 2014               | Bakú (Azerbaiyán)    | Medalla de plata   | –80 kg             |